# Ervin Szörenyi
Ervin Szörenyi es un deportista húngaro que compitió en piragüismo en la modalidad de aguas tranquilas. Ganó una medalla de plata en el Campeonato Mundial de Piragüismo de 1954 en la prueba de K1 4 × 500 m.

## Palmarés internacional
| Campeonato Mundial | Campeonato Mundial | Campeonato Mundial | Campeonato Mundial |
| Año                | Lugar              | Medalla            | Evento             |
| ------------------ | ------------------ | ------------------ | ------------------ |
| 1954               | Mâcon (Francia)    | Medalla de plata   | K1 4 × 500 m       |